# Шульхан арух
Шульхан арух (івр. שֻׁלְחָן עָרוּךְ, «накритий стіл») — юдейський довідник релігійних правил і ритуалів. Містить правила богослужіння, проведення свят, дотримання ритуалів санітарно-гігієнічного характеру, а також галахічні приписи, що регулюють сфери сімейного та громадянського права. 
Цей довідник був написаний у XVI столітті рабином Йосефом Каро. Правила і ритуали в «Шульхан арух» він вказав за сефардськими законами. Ашкеназі зазвичай слідують коментарям до Шульхан аруху від краківського рабина XVI століття Моше Ісерлеса, які відзначають де сефардські та ашкеназькі приписи відрізняються. Майже всі опубліковані видання «Шульхан арух» містять ці коментарі, і назва «Шульхан арух» означає як роботу Каро, так і роботу Ісерлеса, причому у посиланнях Каро зазвичай називають «механером» («автором»), а Іссерлеса «Рема» за прізвиськом-скороченням його імені «Ребе Моше Ісерлес».

## Історія
Ідея створення довідника із зручною систематичною структурою виникала у багатьох законовчителів юдаїзму. Труднощі і відповідальність що пов'язані зі створенням такого кодексу, можливо були причиною того, що протягом низки століть такий довідник не був написаний.
Над цим довідникам Каро пропрацював у місті Цфат понад 20 років і завершив у 1563 році. Лише в 1565 році юдейська громада Венеції видала цей твір під назвою «Шульхан арух». 
«Шульхан арух» був визнаний всіма рабинами за єдиний зручний та прийнятний звід законів і завдяки винаходу друкарства через багаторазові видання отримав загальне поширення.
В 1864 році Шломо Ганцфрид видав для російськомовних євреїв укорочений переклад «Шульхан Арух» під назвою «Кіцур Шульхан арух» ('Скорочений Шулхан арух')